# Абу Юсуф Якуб
Абу Юсуф Якуб ибн Абд аль-Хакк (ум. 1286) — шестой маринидский султан Марокко. Ему удалось объединить всю территорию Марокко под властью династии и утвердить столицу в Марракеше.

## Биография
Мариниды сражались с Альмохадами за власть над Марокко с 1210-х годов. Ко время смерти Абу Яхья Абу Бакра в июле 1258 года Мариниды закрепились в Фесе и контролировали Марокко, а владения Альмохадов уменьшились до южных районов вокруг их столицы, Марракеша. Хотя Абу Яхья назначил своим преемником своего сына Умара, Абу Юсуф Якуб, в то время губернатор в Тазе, без особого труда смог низложить племянника, и был признан правителем Маринидов.
В сентябре 1260 года в результате внезапного нападения христианские военно-морские силы из Испании, вероятно, кастильцы, высадились на Атлантическом побережье Марокко и захватили город Сале. Абу Юсуф заставил христиан снять двухнедельную осаду. Это была первое известное столкновение между Маринидами и христианскими державами Пиренейского полуострова. Абу Юсуф решил отказаться от ответного рейда и вместо этого сосредоточился на подавлении сопротивления Альмохадов на юге.

## Завоевание Марракеша
В 1262 году Абу Юсуф осадил столицу Альмохадов Марракеш, но попытка взять город штурмом провалилась. В это время двоюродный брат халифа Альмохадов Умара аль-Мустафика Абу Дабус решил захватить власть. Для этого он заключил тайный союз с Абу Юсуфом. Но как только Абу Дабус сверг халифа и захватил Марракеш в 1266 году, он нарушил договор с Маринидами и отказался им город. Вместо этого Абу Дабус убедил правителя Абдальвадидов Абу Яхья ибн Зайяна начать вторжение во владения Маринидов с северо-востока. Абу Юсуф прервал кампанию, чтобы разобраться со вторжением и разбил Абдальвадидов при Мулуе в 1268 году.
Абу Юсуф стремительно вернулся на юг, разгромил силы Абу-Дабуса и вступил в Марракеш 8 сентября 1269 года, положив окончательный конец халифату Альмохадов. Теперь Мариниды стали хозяевами Марокко, и Абу Юсуф Якуб взял титул «принца мусульман» («амир аль-муслимин»), который использовался Альморавидами в XI—XII веках. Как и Альморавиды, правители Маринидов не приняли титул халифа («амир аль-муминин»), хотя Хафсиды Ифрикии это сделали.
При этом формально Мариниды сопротивлялись искушению переместить свою столицу в Марракеш, цитадель Альморавидов и Альмохадов, предпочитая оставаться в Фесе.
Мариниды с трудом установили свою власть над арабами маакиль в долине реки Драа и в Сиджилмасе. Арабы Драа были покорены лишь после кампании 1271 года, а Сиджилмаса — в 1274 году. Северные портовые города Сеута и Танжер были способны сопротивляться маринидскому господству до 1273 года.

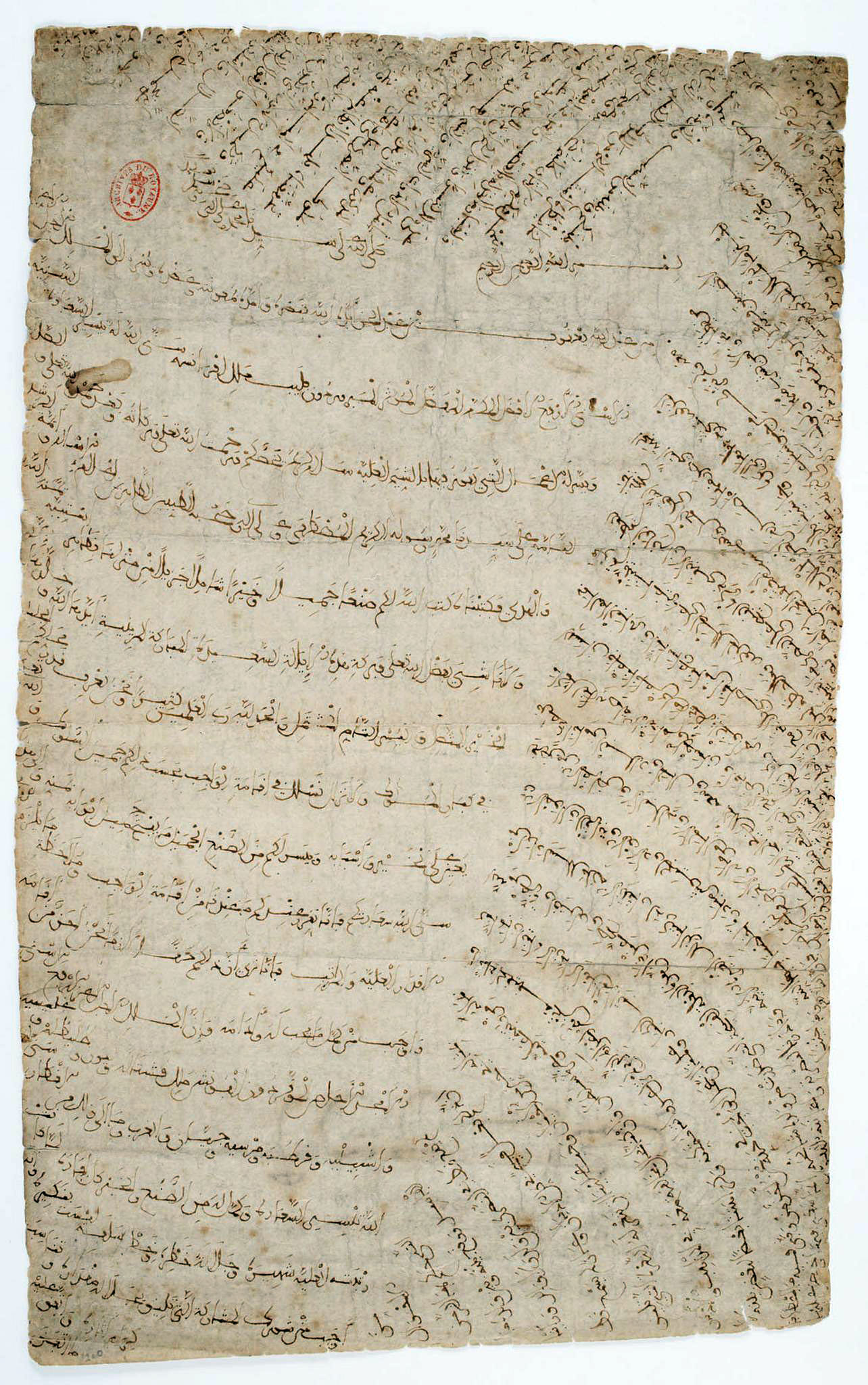
Письмо Абу Юсуфа Якуба французскому королю Филиппу III с призывом помочь королю Кастилии и Леона Альфонсо X в его войне с сыном Санчо, 1282

Это сопротивление во многом подкреплялось Абдальвадидами Тлемсена, и в 1272 году Абу Юсуф начал карательную экспедицию против них и даже ненадолго осадили Тлемсен, заставив его правителей прийти к соглашению.

## Первая экспедиция в Испанию
В 1272 году правитель Гранады из династии Насридов Мухаммад I обратился к эмиру Абу Юсуфу Якубу за помощью. Гранада к тому времени погрузилась в гражданскую войну: Мухаммад I сражался с соперничающим кланом Бану Ашкулул, правившим Малагой, Гуадиксом и Комаресом. Король Кастилии Альфонсо X принял сторону Ашкулул, отчасти потому, что Насриды помогали кастильским повстанцам. Абу Юсуф собирался вступить в конфликт, но рейды армии Тлемсена ему этого не позволили.
В 1274 году сын и преемник Мухаммеда I Мухаммад II аль-Факих заключил сделку с Альфонсо X, заплатив ему около 300 000 мараведи и отказавшись от помощи кастильским повстанцам. Но Альфонсо X не выполнил его просьбу о поддержке в борьбе с кланом Ашкулул, поэтому Мухаммад II вновь обратился к Маринидам за помощью, предложив им иберийские города Тарифа, Альхесирас и Ронда в качестве оплаты.
После того, как Марокко был умиротворён, а атаки Тлемсена отбиты, в апреле 1275 года Абу Юсуф Якуб принял просьбу Насридов и пересёк Гибралтар, высадив крупную марокканскую армию в Испанию. Мариниды заключили пакт с Мухаммадом II. Прибытие Маринидов и отсутствие помощи от Альфонсо X побудило Бану Ашкулул прийти к соглашению с Насридами. Тогда Мариниды начали рейды против христианских владений — разорили кастильскую Андалусию вдоль Гвадалквивира, а Мухаммад II возглавил армию Гранады, выступившей против Кордовы.
Войска Кастилии, в отсутствие короля, были поставлены под команду принца Фернандо де ла Серды, но он заболел и в июле умер, погрузив Кастилию в кризис преемственности.
В сентябре эмир Абу Юсуф победил большую кастильскую армию под командованием Нуньо Гонсалеса де Лары «Эль Буэно», в битве под Эсихой, а в октябре — вторую армию во главе с архиепископом Санчо II Толедским в октябре, при Мартосе. Только стремительное прибытие кастильских сил инфанта Санчо помешало Маринидам нанести ещё больше урона. Альфонсо Х вернулся в Кастилию в конце года и договорился о перемирии с Абу Юсуфом Якубом.

## Основание Фес-эль-Джедид
Эмир Абу Юсуф, по прибытии на родину, был встречен новостями о том, что маринидский губернатор Марракеша захватил последний опорный пункт Альмохадов — Тинмель. Этот город должен был стать столицей новой династии.
В марте 1276 года Абу Юсуф Якуб инициировал строительство Аль-Медината аль-Бейды («Белого города»), который стал известен как Фес-аль-Джедид («Новый Фес»), а идрисидский центр Фес (ныне известный как Фес-аль-Бали («Старый Фес»).

## Вторая экспедиция в Испанию
В августе 1277 года Абу Юсуф Якуб вновь пересёк пролив с марокканской армией. На этот раз он двинулся дальше на север, опустошив районы Хереса, Севильи и Кордовы.
В 1278 году маринидский правитель совершил резкий поворот во внешней политике и заключил сделку с Бану Ашкилул, соперниками Насридов Гранады, в результате чего Ашкулул уступил Малагу Маринидам в обмен на защиту. Новости о союзе разгневали насридского правителя Мухаммада II аль-Факиха, который стал искать поддержки Альфонсо X и правителя Абдальвадидов, чтобы наказать Маринидов.
В начале 1279 года, когда Абдальвадиды начали рейд против Марокко, кастильцы отправили флот, чтобы блокировать проливы и помешать армии Абу Юсуфа вернуться на родину. Мухаммад II возглавлял армию Гранады и подступил к Малаге, которая вскоре пала в результате переговоров. В новом соглашении эмир Абу Юсуф согласился разорвать соглашение с Бану Ашкулул, в обмен на это Мухаммад II передал им Альмуньекар и Салобренью.
Далее помирившиеся мусульманские правители обратили свои взоры на Альхесирас, который Альфонсо X решил взять под свой контроль. Стремясь не допустить перехода города в руки христиан, Мухаммад II присоединил свой флот к маринидскому флоту под командованием сына Абу Юсуфа Абу Якуба. 21 мая 1279 года Мариниды разбили кастильцев в битве при Альхесирасе и вынудил Альфонсо X снять осаду города.
Однако как только кастильская угроза спала, Абу Юсуф и Мухаммад II рассорились по поводу того, кто из них должен был получить Альхесирас и Малагу. Теперь настала очередь Маринидов заключить союз с Альфонсо X Кастильским. Мариниды поддерживали кастильские набеги на Гранаду в 1280 и 1281 годах. Со своей стороны Мухаммад II аль-Факих из Гранады обратился к Педро III Арагонскому и изгнанному сыну Альфонсо X Санчо. Правитель Абдальвадидов Абу Яхья также присоединился к союзу Гранады и Арагона и был незамедлительно наказан за это новой кампанией Маринидов против Тлемсена в 1281 году.

## Третья экспедиция в Испанию
В апреле 1282 года политический кризис в Кастилии достиг своего апогея, когда инфант Санчо поссорился с отцом и, при поддержке основной части кастильской знати, объявил себя королём Санчо IV. Его отец Альфонсо X бежал в Севилью, его поддержка сократилась до мусульманских районов Андалусии и Мурсии. Теперь уже Альфонсо X призвал Маринидов помочь ему в войне с сыном, Гранадой и Арагоном.

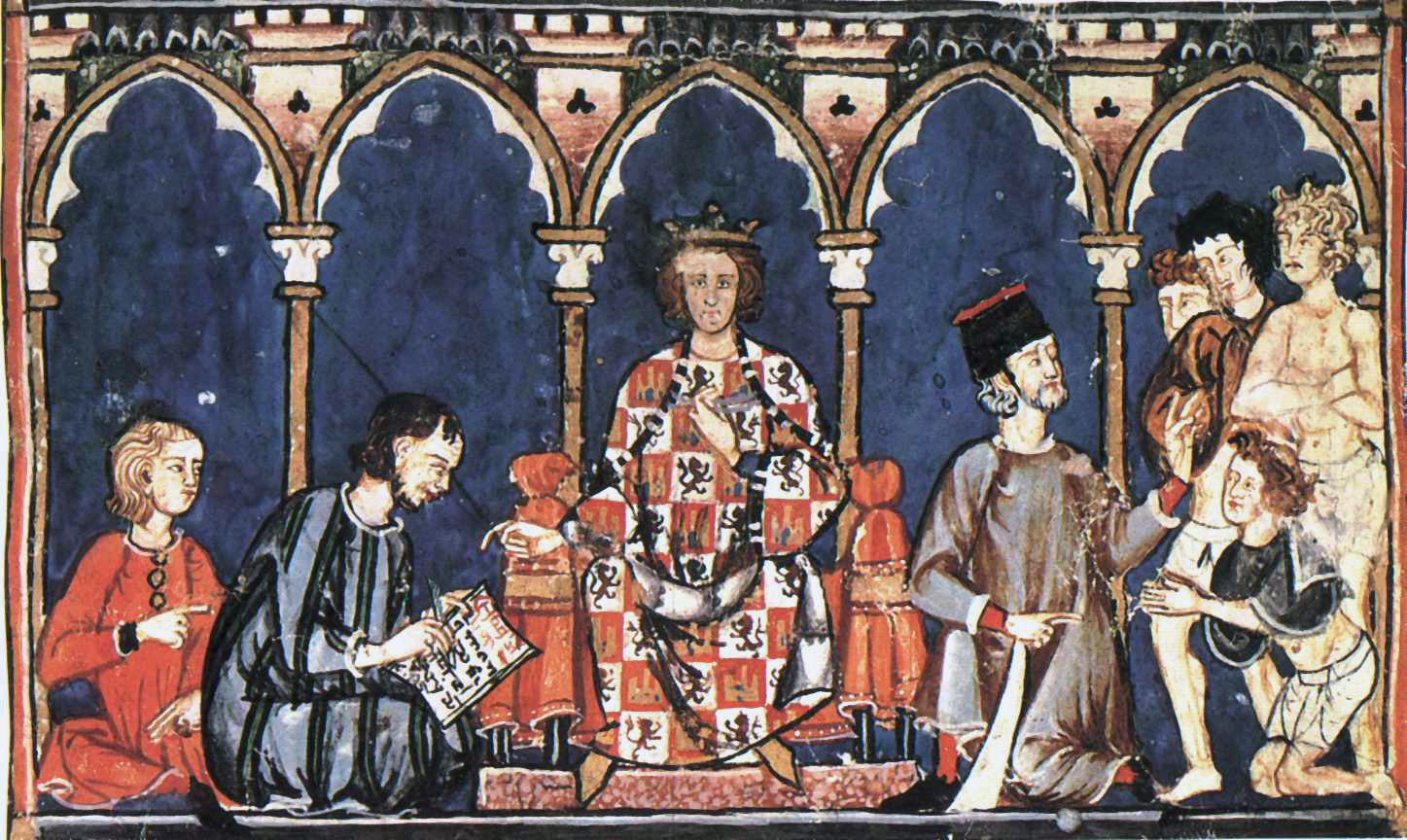
Двор Альфонсо X, 1280

По просьбе Альфонсо X Абу Юсуф пересёк проливы в третий раз в июле 1282 года. В октябре он заключил пакт с Альфонсо X, и их объединённая армия выступила против Санчо IV у Кордовы. Но Санчо IV хорошо укрепил свои владения, и ничего особенного из этой кампании не вышло, а Мариниды вскоре вернулись в Марокко, не достигнув ничего значимого.

## Четвёртая экспедиция в Испанию
Беспокойный правитель Абдальвадидов Абу Яхья из Тлемсена умер весной 1283 года, и его преемник Абу Сайд Утман немедленно попытался наладить отношения с Абу Юсуфом, тем самым временно избавив себя от постоянной угрозы.
Альфонсо X умер в апреле 1284 года, погрузив Кастилию в новый кризис, так как назначил своим наследником внука Альфонсо де ла Серда, а не Санчо IV. Освобождённый от угрозы Тлемсена, маринидский эмир Абу Юсуф решил почтить выбор Альфонсо X новой экспедицией в Испанию, чтобы поддержать Серду и его сторонников. В Гранаде Бану Ашкулул, вновь атакованный Насридами, также обратился к Маринидам.
Но всё это пришлось отложить, так как Абу Юсуфу весь 1284 год усмирял мятеж арабов маакиль в долине Драа.
Наконец, в апреле 1285 года Абу Юсуф Якуб пересёк проливы в четвёртый (и последний) раз. Хотя Насриды заняли Комарес, Мариниды сумели спасти Гуадикс, последнюю крепость клана Ашкулул. Когда основная часть марокканской армии высадилась в Тарифе, Абу Юсуф быстро привёл её в Андалусию, чтобы осадить Херес. Марокканские отряды также были отправлены для разграбления обширной территории от Медина-Сидонии до Кармоны, Эсихи и Севильи. Санчо IV собрал свою армию у Севильи (главной базы Серды) и отправил кастильский флот из нескольких сотен кораблей под командованием генуэзского адмирала Бенедетто Заккарии, чтобы заблокировать устье Гвадалквивира и предотвратить нападение моряков Маринидов на Севилью вверх по течению.
В августе 1285 года Санчо IV, наконец, был готов отправиться во главе кастильской армии против марокканцев в Хересе. Посчитав сражение неразумным, Абу Юсуф снял осаду Хереса, отвёл свою армию на безопасное расстояние в Альхесирас и начал переговоры с кастильским узурпатором.
В октябре 1285 года Санчо IV заключил пятилетнее перемирие и договор с эмиром Абу Юсуфом. В обмен на обещания не вмешиваться в войну в Кастилии на стороне Серды мариниды получили обещание, что кастильских рейдов на мусульманских территориях в Испании больше не будет. Для заключения сделки Санчо IV согласился передать Маринидам сборник арабских книг, которые были изъяты из андалусских библиотек церковными властями во время Реконкисты. В свою очередь Мариниды обещали кастильцам компенсацию за разграбленную или уничтоженную в ходе рейдов кастильскую собственность.
В марте 1286 года Абу Юсуф также начал переговоры об окончательном урегулировании с правителем Гранады Мухаммадом II. Насриды согласились признать владениями Маринидов Тарифу, Альхесирас, Ронду и Гуадикс, в обмен Мариниды согласились передать все другие владения на Иберийском полуострове и претензии на них. Остатки клана Бану Ашкулул были высланы в Марокко, и Мариниды гарантировали, что прекратят все интриги против Насридов.
Абу Юсуф Якуб находился в самом разгаре этих переговоров, когда заболел и умер 21 марта 1286 года в Альхесирасе. Тело Абу Юсуфа было перевезено в маринидский некрополь в Шелле, который он сам построил. На троне его сменил сын Абу Якуб Юсуф.

## Наследие
Хотя основателем династии Маринидов принято считать Абд аль-Хакка, нет сомнений, что Абу Юсуфа Якуба следует по праву считать основателем государства Маринида. Он положил окончательный конец халифату Альмохадов, объединил Марокко, построил новую грандиозную столицу в Фес-аль-Джедид и создал Маринидам опору в Испании.
Однако он также оставил государство своему преемнику в хрупком состоянии. Арабы на юге оставались только наполовину подчинёнными, санхаджи Высокого Атласа открыто бунтовали, и на востоке Тлемсен оставался постоянной угрозой.
Абу Юсуф Якуб, возможно, превратил Саринидов в господствующую мусульманскую династию региона — безусловно, более сильную, чем Насриды Гранады, Абдальвадиды из Тлемсена или Хафсиды Ифрикии. Но Мариниды оставались в рамках племенной династии, без религиозного авторитета, которым пользовались Альморавиды или Альмохады, ввиду чего их шансы на долгую гегемонию в Магрибе и Испании были серьёзно ограничены.